# Hyttan
Hyttan är en by i Grytnäs socken norr om Avesta i Avesta kommun. Från 2015 avgränsar SCB här en småort.